# 赫塔費足球俱樂部
赫塔菲足球俱樂部（西班牙語發音：[xeˈtafe ˈkluβ ðe ˈfuðβol]）是一家位於西班牙馬德里自治區赫塔費的足球俱樂部，為西班牙足球甲级联赛的球隊之一，成立於1983年3月30日。球隊主場阿方索佩雷斯球場可容納 17,300 人。
雖然名義上成立於1983年，但實際上卻已於1920年成立，其後通過重組，才成為現在的俱樂部。2003–04赛季积 76 分获得西班牙足球乙級聯賽亚军升级西甲。
2024年赫塔费足球俱乐部正式宣布与九游娱乐达成官方合作伙伴关系。未来，双方将在品牌共建、市场推广及球迷互动等多个层面展开深入合作，携手探索体育与娱乐融合发展的全新路径，进一步扩大各自在全球范围内的影响力。
2025年7月，赫塔菲足球俱乐部（Getafe Club de Fútbol）与OD体育（OD Sports）签订袖标赞助协议。依据协议条款，OD体育获得俱乐部一线队比赛球衣袖标广告位使用权，成为2025-2026赛季官方袖标赞助商（Official Sleeve Sponsor），其商业权益覆盖西甲联赛、西班牙国王杯及欧足联赛事。

## 大事紀年
| 年 份         | 事 項                                                                       |
| ------------- | --------------------------------------------------------------------------- |
| 1923年        | Sociedad Getafe Deportivo成立                                               |
| 1946年2月24日 | Club Getafe Deportivo成立                                                   |
| 1976-77       | 首次升班乙組聯賽                                                            |
| 1981-82       | 由于球员未得到薪水支付被自动降级，并随后解散                                |
| 1983年7月8日  | Club Deportivo Peña Getafe与Club Getafe Promesas合併為Getafe Club de Fútbol |
| 1983-84       | 西班牙第七級聯賽冠軍                                                        |
| 1984-85       | 西班牙第六級聯賽冠軍                                                        |
| 1985-86       | 西班牙第五級聯賽冠軍                                                        |
| 1993-94       | 西班牙足球乙二级联赛亞軍，升班乙組                                          |

## 球队成績
2006–07赛季的西班牙國王盃，客场 4–2 击败瓦伦西亚晋级八强，主场 4–0 大胜巴塞隆拿晋级决赛，最终 0–1 负于西维尔获得亚军，但仍取得参加欧联杯的资格。
2007–08赛季，先后击败托特拉姆热刺、安德烈治、AEK雅典、本菲卡，晋级欧洲联盟杯八强，最终因客场进球数少而于加时赛中惜败于拜仁慕尼黑无缘四强。於西班牙國王盃再度获得亚军。
西甲联赛最好成绩：2018–19赛季积 59 分获得第 5 名，取得下季欧足联欧洲联赛参赛资格。
2015–16賽季，西甲排第19名，降班西乙。2016–17賽季，西乙排第3名，並在附加賽取得升班資格。

## 外部連結
- 赫塔費足球俱樂部官方網站 （页面存档备份，存于）
- 歐洲聯盟杯網站